# 베로니카 게린 (영화)
《베로니카 게린》(Veronica Guerin)는 영국에서 제작된 조엘 슈마허 감독의 2003년 드라마 영화이다. 케이트 블란쳇 등이 주연으로 출연하였고 제리 브룩하이머 등이 제작에 참여하였다.
더블린의 마약 거래를 조사하다가 결국 1996년 37세의 나이로 죽임을 당한 아일랜드의 기자 베로니카 게린에 초점을 두고 있다.

## 출연

### 주연
- 케이트 블란쳇

### 조연
- 제라드 맥솔리
- 시아란 힌즈
- 브렌다 프리커

## 기타
- 협력프로듀서: 모건 오설리반
- 협력프로듀서: 제임스 플린
- 협력프로듀서: 폴 터커
- 협력프로듀서: 팻 샌드스톤
- 협력프로듀서: 엘리 리치보그
- 조감독: 카렌 리처즈
- 미술: 나단 크로리
- 의상: 조안 버진
- 배역: 누올라 모이셀
- 배역: 프랭크 모이셀